# أخوية الدم (فلم)
أخوية الدم (بالإنجليزية: Brotherhood of Blood) هو فيلم رعب تم إنتاجه في الولايات المتحدة وألمانيا وصدر سنة 2007 بطولة فيكتوريا برات وسيد هايك وكين فوري.

## القصة
فريق من صيادي مصاصي الدماء يتسللون إلى عش من الموتى الأحياء لإنقاذ أحدهم.

## وصلات خارجية
مقالات تستعمل روابط فنية بلا صلة مع ويكي بيانات